# Primera División (1945/1946)
Primera División 1945/1946 był 15 sezonem najwyższej klasy rozgrywkowej w Hiszpanii. Sezon rozpoczęto 23 września 1945 a zakończono 31 marca 1946

## Zespoły
- Athletic Bilbao
- Atlético Madryt
- CD Alcoyano
- CD Castellón
- Celta Vigo
- Espanyol Barcelona
- FC Barcelona
- FC Sevilla
- FC Valencia
- Hércules CF
- Real Madryt
- Real Murcia
- Real Oviedo
- Sporting Gijón

## Tabela po zakończeniu sezonu
| Legenda                    |
| Mistrz                     |
| Zdobywca Pucharu Króla     |
| Spadek do Segunda División |

| Miejsce | Klub               | Mecze | Zwycięstwa | Remisy | Porażki | Gole Strzelone | Gole Stracone | Różnica Goli | Punkty |
| ------- | ------------------ | ----- | ---------- | ------ | ------- | -------------- | ------------- | ------------ | ------ |
| 1       | FC Sevilla         | 26    | 14         | 8      | 4       | 53             | 37            | 16           | 36     |
| 2       | FC Barcelona       | 26    | 14         | 7      | 5       | 48             | 31            | 17           | 35     |
| 3       | Athletic Bilbao    | 26    | 14         | 5      | 7       | 63             | 38            | 25           | 33     |
| 4       | Real Madryt        | 26    | 11         | 9      | 6       | 46             | 30            | 16           | 31     |
| 5       | Real Oviedo        | 26    | 10         | 10     | 6       | 44             | 37            | 7            | 30     |
| 6       | FC Valencia        | 26    | 9          | 10     | 7       | 44             | 36            | 8            | 28     |
| 7       | Atlético Madryt    | 26    | 10         | 6      | 10      | 50             | 48            | 2            | 26     |
| 8       | CD Castellón       | 26    | 11         | 4      | 11      | 38             | 54            | -16          | 26     |
| 9       | Sporting Gijón     | 26    | 9          | 7      | 10      | 37             | 39            | -2           | 25     |
| 10      | Celta Vigo         | 26    | 9          | 3      | 14      | 57             | 56            | 1            | 21     |
| 11      | Real Murcia        | 26    | 5          | 10     | 11      | 21             | 39            | -18          | 20     |
| 12      | Espanyol Barcelona | 26    | 6          | 7      | 13      | 41             | 53            | -12          | 19     |
| 13      | CD Alcoyano        | 26    | 7          | 5      | 14      | 39             | 54            | -15          | 19     |
| 14      | Hércules CF        | 26    | 5          | 5      | 16      | 30             | 59            | -29          | 15     |

## Król Strzelców
- Telmo Zarraonaindía (Athletic Bilbao) - 24 gole